# Kristen Bujnowski
Kristen Bujnowski (ur. 14 marca 1992 w London w Kanadzie) – kanadyjska bobsleistka, dwukrotna medalistka mistrzostw świata w Whistler.

## Życie prywatne
W 2015 roku uzyskała tytuł inżyniera mechanika oraz kinezjologa na Uniwersytecie Zachodniego Ontario. Obecnie pracuje jako inżynier do spraw badań i rozwoju w Baylis Medical w Mississaudze.

## Kariera
Jako studentka uprawiała skok w dal, pchnięcie kulą i wioślarstwo. W czerwcu 2017 roku rozpoczęła treningi bobslejowe na zorganizowanym niedaleko London obozie testowym. 9 listopada 2017 roku zadebiutowała w Pucharze Świata, zajmując na rozgrywanych w Lake Placid zawodach sezonu 2017/2018 7. miejsce w konkurencji dwójek, w której jej pilotką była Alysia Rissling. W następnym roku pojechała jako rezerwowa w kanadyjskiej drużynie bobslejowo-skeletonowej na igrzyska olimpijskie w Pjongczangu.
5 stycznia 2019 roku zaliczyła pierwsze podium w Pucharze Świata, kiedy to na zorganizowanych w Altenbergu zawodach sezonu 2018/2019 zajęła 2. miejsce, rozdzielając na podium wraz z pilotką Christine de Bruin Niemki Mariamę Jamankę i Annikę Drazek oraz Amerykanki Elanę Meyers-Taylor i Lake Kwazę. W tym samym roku wzięła udział w mistrzostwach świata w Whistler, na których zdobyła srebrny medal w konkurencji drużynowej, w której jej drużyna, współtworzona przez Christine de Bruin, Nicka Poloniato, Keefera Joyce’a, Dave’a Greszczyszyna i Mirelę Rahnevą rozdzieliła na podium ekipy z Niemiec oraz Stanów Zjednoczonych i brązowy w konkurencji dwójek, w której startując z Christine de Bruin przegrała tylko z dwójkami niemieckimi: Mariama Jamanka/Annika Drazek oraz Stephanie Schneider/Ann-Christin Strack. W lutym 2020 roku podczas mistrzostw świata w Altenbergu, ponownie wraz z Christine de Bruin zdobyła brązowy medal w dwójkach.